# Fanny Viollet
 (juin 2024).
 (juin 2024).
 (juin 2024).
La mise en forme du texte ne suit pas les recommandations de Wikipédia : il faut le « wikifier ».
Les points d'amélioration suivants sont les cas les plus fréquents. Le détail des points à revoir est peut-être précisé sur la page de discussion.
- Les titres sont pré-formatés par le logiciel. Ils ne sont ni en capitales, ni en gras.
- Le texte ne doit pas être écrit en capitales (les noms de famille non plus), ni en gras, ni en italique, ni en « petit »…
- Le gras n'est utilisé que pour surligner le titre de l'article dans l'introduction, une seule fois.
- L'italique est rarement utilisé : mots en langue étrangère, titres d'œuvres, noms de bateaux, etc.
- Les citations ne sont pas en italique mais en corps de texte normal. Elles sont entourées par des guillemets français : « et ».
- Les listes à puces sont à éviter, des paragraphes rédigés étant largement préférés. Les tableaux sont à réserver à la présentation de données structurées (résultats, etc.).
- Les appels de note de bas de page (petits chiffres en exposant, introduits par l'outil «  Source ») sont à placer entre la fin de phrase et le point final[comme ça].
- Les liens internes (vers d'autres articles de Wikipédia) sont à choisir avec parcimonie. Créez des liens vers des articles approfondissant le sujet. Les termes génériques sans rapport avec le sujet sont à éviter, ainsi que les répétitions de liens vers un même terme.
- Les liens externes sont à placer uniquement dans une section « Liens externes », à la fin de l'article. Ces liens sont à choisir avec parcimonie suivant les règles définies. Si un lien sert de source à l'article, son insertion dans le texte est à faire par les notes de bas de page.
- La présentation des références doit suivre les conventions bibliographiques. Il est recommandé d'utiliser les modèles {{Ouvrage}}, {{Chapitre}}, {{Article}}, {{Lien web}} et/ou {{Bibliographie}}. Le mode d'édition visuel peut mettre en forme automatiquement les références.
- Insérer une infobox (cadre d'informations à droite) n'est pas obligatoire pour parachever la mise en page.

Pour une aide détaillée, merci de consulter Aide:Wikification.
Si vous pensez que ces points ont été résolus, vous pouvez retirer ce bandeau et améliorer la mise en forme d'un autre article.
Pour les personnes ayant le même patronyme, voir Viollet.
Fanny Viollet est une artiste plasticienne française née en 1944 à Angoulême, qui vit et travaille à Paris dans le 2e arrondissement. Fanny Viollet a élu comme medium exclusif le travail du fil, et les techniques créatives traditionnellement liées à l'univers féminin, la couture, le tricot, la broderie, ce qu'on nomme de façon méprisante les "ouvrages de dames". Plasticienne du fil, elle s'attache à en développer tout le potentiel créatif, et aussi à faire revivre la mémoire d'une condition féminine aliénée, qu'elle interroge dans une perspective originale et positive.

## Biographie
Fille unique, Fanny Viollet, née Christiane Chevalier, voit le jour à Angoulême (Charente) le 22 février 1944, d'un père tourneur-fraiseur et d'une mère couturière, elle-même fille d'une brodeuse. À six ans, elle déménage à Toulon où son père a trouvé un emploi de mécanicien dans la marine marchande. À l'âge de dix ans, elle y est mise une année en pension, puis, au gré des opportunités professionnelles du père, la famille s'installe successivement à Marseille, puis à Courville-sur-Eure, dans les environs de Chartres.

### Apprentissage de la liberté
C'est à Marseille que Christiane connaît sa première « grande émotion artistique » en découvrant l’œuvre de Picasso lors d'une sortie scolaire au Musée Cantini, qui présentait en cette année 1959 une grande rétrospective du peintre. Sa première réaction est celle d'une artiste : « On a le droit de faire ça ! » À quinze ans, l'art est pour elle une échappatoire à une ambiance familiale étriquée et sans affection qu'elle subit de plus en plus difficilement. Il lui faut attendre ses 18 ans pour prendre sa liberté : en 1962, elle passe à Chartres le concours de l’École Normale, soit quatre ans d'études en internat, et aussi son permis de conduire, malgré l'opposition de ses parents qui n'ont jamais eu de voiture. Cette mobilité nouvelle lui permet de se rendre régulièrement à Paris, où elle s'inscrit à Jussieu pour un cursus de mathématiques, tout en suivant par correspondance des cours d'Histoire de l'art. Elle enseigne quelque temps les mathématiques et la physique à Chartres, puis elle rejoint à Dijon France Volatier, son futur mari, étudiant en Lettres modernes qu'elle épouse en 1966, abandonnant son poste d'enseignante. Elle fera avec lui quatre enfants en cinq ans, de 1968 à 1972 : Luc, Sophie, Martin et Benoît. À Dijon, où elle a aussitôt repris ses études d'art en licence d'Histoire de l'art et d'archéologie, Christiane connaît sa seconde grande expérience formatrice, source de sa constante fascination pour la démarche archéologique, et pour l'objet trouvé : elle participe aux campagnes de fouilles du sanctuaire gallo-romain des sources de la Seine, et à la découverte de centaines d’exvotos en bois sculpté offerts par les pèlerins à la divinité du fleuve : « un trésor dans un tas d'ordures. »
En 1974, elle part s'installer avec ses enfants pour quatre ans en Mauritanie, à Nouakchott, où son mari vient d'être muté comme coopérant. Là, elle découvre une civilisation où le tissu est un art de vivre radicalement nouveau pour elle, à mille lieues de l'univers cloisonné, physiquement et mentalement, dans lequel elle avait grandi : « plus de murs pour abriter les corps, mais de grands pans de tissus qui battent au vent et mettent le foyer sous tente, au beau milieu du désert. (...) Fanny Viollet ponctue le temps de la pointe de son aiguille, assemblant ses premières pièces de tissu à l'unisson des artisans locaux, artistes ignorés des grands cours magistraux occidentaux. » (Magali Nachtergael). Elle se met à créer, absorbant le vocabulaire décoratif mauritanien, dont elle utilise les motifs et les matériaux dans ses premiers collages, exposés en 1978 par la directrice du Centre culturel français. Ces quatre années dans le désert cristallisent les aspirations de Christiane Chevalier, vers l'art et vers une totale indépendance esthétique et personnelle. Elle divorcera en 1982, et se fera désormais connaître sous son nom d'artiste : Fanny Viollet.
Dès son retour en France en 1980, elle décide de s'installer à Paris, rue du Vertbois, et elle s'inscrit aussitôt à l’École des Arts de la Sorbonne, la Faculté Saint Charles. Ici l'enseignement est orienté vers la pratique. Ses professeurs sont principalement des artistes, dont les préoccupations en cette fin des années 1970 auront une influence décisive sur l'artiste en devenir qu'est alors Fanny Viollet : Michel Journiac, grande figure du Body art, dont les installations et les photographies explorent et interrogent les dispositifs, les vêtements en particulier, qui répriment et contiennent l'expression corporelle, et Maurice Lemaître, un des animateurs du mouvement lettriste, dont Fanny retiendra sa synthèse de l'art et de l'écriture, et aussi son goût des happenings avec participation des spectateurs. Elle fréquentera également un de ses professeurs d'Histoire de l'art de Dijon, Paul Armand Gette, créateur indépendant fasciné par la méthode scientifique, la nature, l'érotisme, les mythes. De toutes ces influences, Fanny Viollet retiendra ce qu'elle résumait jadis devant les Picasso du musée Cantini : « On a le droit de faire ça ! » Elle absorbe également les grandes tendances de l'art international, Arte povera, Nouveaux réalistes, Supports/Surfaces, Art conceptuel, performances, land art, qui toutes l'encouragent à élaborer sa voie propre en toute liberté.

### Sur le fil

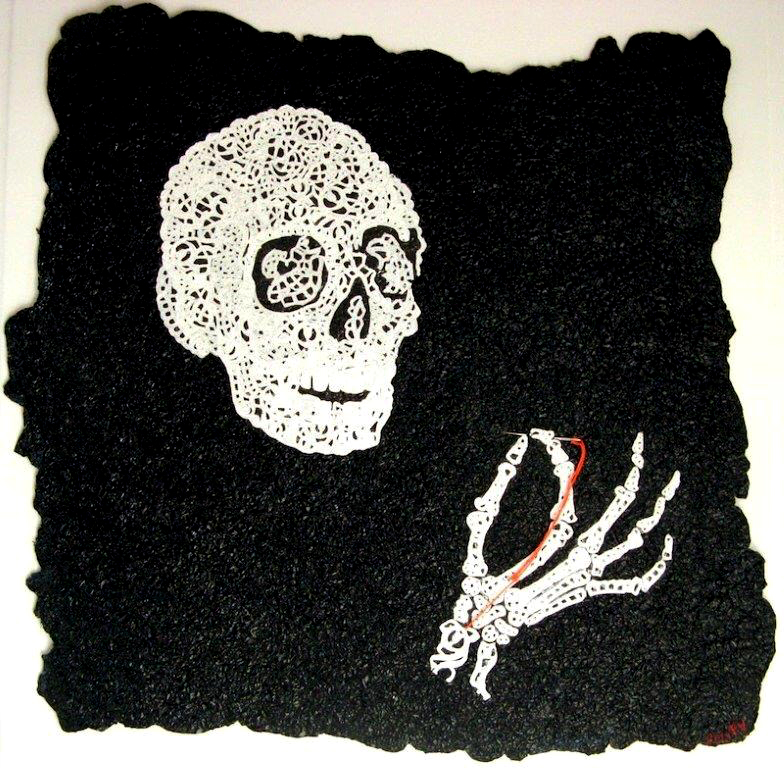
Fanny Viollet, Vanité

Un désir d'émancipation qui se heurte à une triste réalité : la place restreinte accordée aux femmes dans le monde de l'art de la fin des années soixante-dix. Comme le constate Fabienne Dumont, « Les revues d’art n’accordent pas plus de 5 % de leurs pages au travail des créatrices (...). Les principales expositions comptent 14 % à 20 % de femmes artistes. » Sans jamais militer, Fanny Viollet affirmera toujours sa révolte contre cet état de fait, et contre l'injustice profonde de la condition faite aux femmes. Elle sera également très attentive aux manifestations d'artistes féminines qui se réapproprient le travail du fil, notamment dans le cadre du salon Féminie-Dialogue qui se tient depuis 1975 à l'UNESCO, et qui présente tous les ans une section consacrée à l'art textile. Inspiratrice de cette initiative, la critique et historienne de l'art Aline Dallier le présente ainsi : « Le nouvel art textile dynamise la mémoire des pratiques domestiques et rassemble les premiers éléments d’un contre-savoir de femmes. »
Cette phrase est tirée de la thèse de doctorat qu'Aline Dallier soutient en 1980 sur l’art textile à l’Université de Paris VIII (Vincennes), la première en France à être consacrée aux femmes dans l’art. Simultanément, Fanny Viollet entreprend en cette même année 1980 un singulier mémoire de maîtrise d'arts plastiques, couronnement de ses études universitaires, et qui marque aussi son adhésion définitive à l'art textile : un travail consacré aux lettres brodées au point de croix, et dont la troisième partie est entièrement réalisée en broderie,. Salué d'une mention "très bien", ce mémoire souligne bien ce qui distingue Fanny Viollet de ses devancières, citées plus haut : une technique aiguisée, créative, rigoureuse et obstinée, qui lui permet d'absorber, de comprendre et de libérer le savoir-faire hérité de sa mère couturière et de sa grand-mère brodeuse. Radicale, Fanny Viollet se consacre alors exclusivement au travail du fil, et pratique tout d'abord cette broderie au point de croix qui est l'objet de sa thèse, technique élémentaire qu'elle aborde dans une perspective à la fois formelle et ethnologique, sa créativité se chargeant d'effectuer la synthèse entre ces deux pôles - par exemple, en considérant et en travaillant autant l'endroit que l'envers de la broderie, « où s'inscrit le brouillon de tout ce qui est oublié. »
Cette double démarche, rigoureuse et poétique, est une constante de l’œuvre de Fanny Viollet, un des secrets de sa créativité et de sa remarquable capacité de renouvellement. En point de croix et au fil rouge, Fanny Viollet réalise ainsi à cette époque ses Abécédaires, tous identiques au recto, tous différents au verso : le travail en série est une autre constante de son travail, tout comme l'écriture, quasi omniprésente dans ses œuvres, et le livre. Elle s'initie en autodidacte à la reliure. Elle fait alors la connaissance par l'intermédiaire de Paul Armand Gette du libraire et bibliophile Jean Belias,, et commence à recevoir par l'intermédiaire de ce dernier des commandes de livres et de textes brodés. Admirateur de son œuvre et auteur de nombreux textes de ses catalogues, l'écrivain et critique d'art Gilbert Lascault les dénombre ainsi en 1986 : « Depuis 1979, Fanny Viollet aurait achevé 11 livres en un exemplaire, 6 livres en deux exemplaires, 1 livre en trois exemplaires. Elle continuerait à en imaginer, à en fabriquer. Quelles que soient ses autres activités, elle aurait toujours plusieurs livres en préparation. Toujours, quelques livres attendraient d'être achevés, avec des aiguilles et du fil accrochés à une page, avec un dé à coudre. La plupart des livres de Fanny Viollet, qu'elle a tous reliés en noir, comporteraient des pages de broderies. Ce seraient souvent des abécédaires, comme s'il fallait sans cesse réapprendre à lire ou à écrire ; comme si tout se jouait dans les commencements. » Entre beaucoup d'autres René Char en 1985 et Michel Butor en 2004 lui confient des textes, qui sont aujourd'hui conservés à la Bibliothèque Nationale. Cette dernière institution présentera en 1995 huit de ses œuvres, dans une exposition consacrée aux reliures brodées.

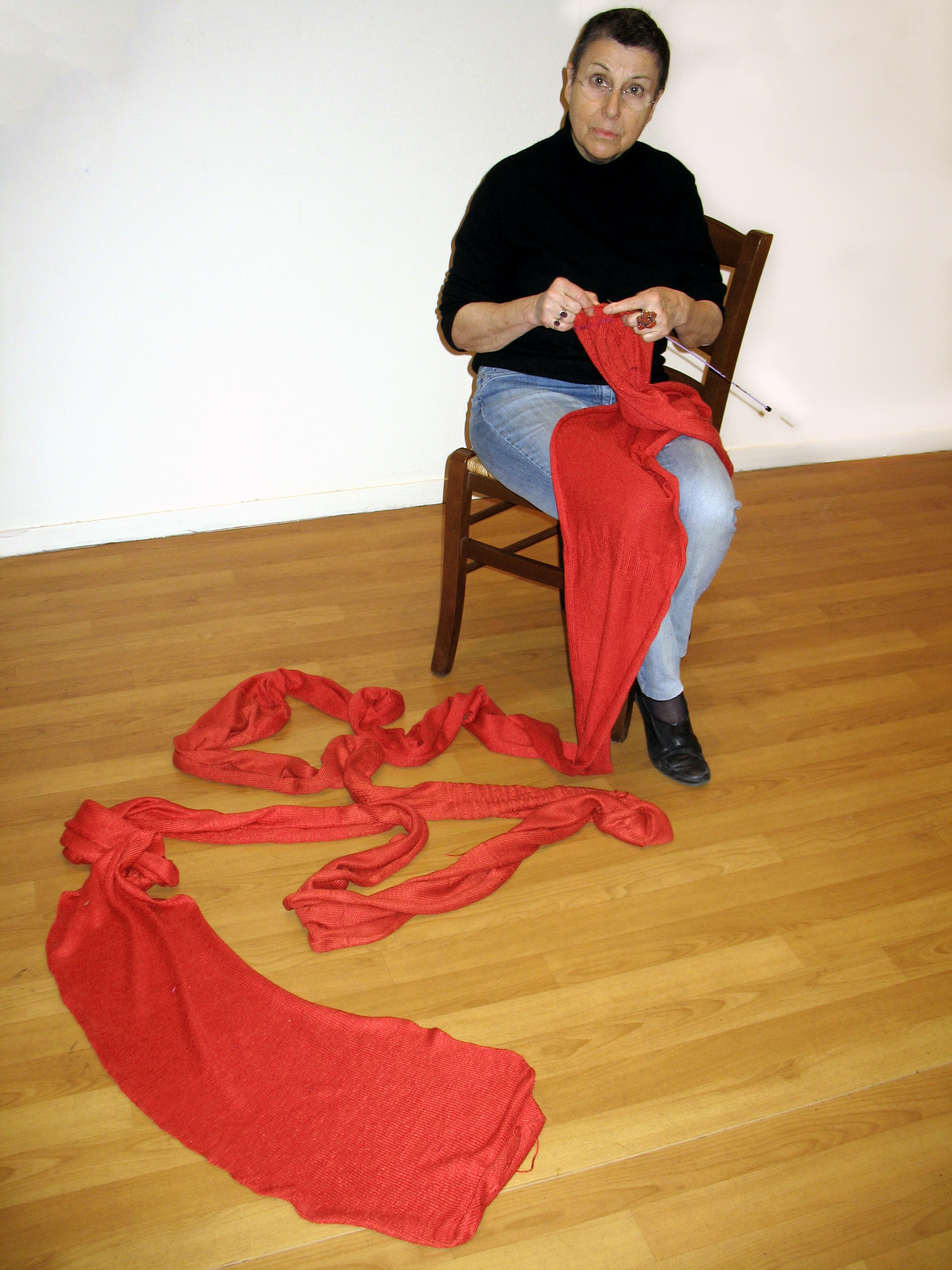
Fanny Viollet, Le long tricot (à partir de 1983)

Il faut ici noter que si Fanny Viollet travaille en séries, on sait parfois quand elles commencent, mais pas toujours quand elles s'achèvent, puisque l'artiste les abandonne et les reprend au gré de sa fantaisie. Parfois cet inachèvement est délibéré. C'est le cas du Long tricot, amorcé fin 1983 à un moment où Fanny Viollet ressent le besoin de renouveler sa pratique. Large de 30 cm, réalisé en fil de soie rouge, « une matière noble », et en point de jersey, « le deuxième point de base après le point mousse », le Long tricot est « un happening modeste, un de ces 'performances minimales' que j’affectionnais à l'époque, et qui me permettait d'aller à la rencontre des gens. De 1983 à 1993 (puis plus sporadiquement ensuite, j'ai tricoté dans des lieux dans lequel il n'était pas surprenant de voir une femme se livrer à cette action. » Elle tricote tout d'abord à Beaubourg, envoyant à tout son carnet d'adresses cette invitation : « Fanny Viollet tricotera samedi après-midi, le 10 décembre 1983, au foyer du premier sous-sol de Beaubourg. Parce que commencer un tricot pour une poupée n'augure en rien de ses fins. » En 1986, elle a tricoté 1546 rangs de 94 mailles. Envoyant chaque fois une telle carte indiquant l'heure, la date, l'endroit, le nombre de mailles et une formule sibylline adaptée au lieu, elle tricote à la station de métro Arts et métiers, parce que le nom lui plait, et sur la Place du Tertre à Montmartre, au jardin d'hiver du Jardin des Plantes, dans la salle des pas perdus de la Gare Saint-Lazare, au Victoria & Albert Museum de Londres, dans les jardins de l'Alhambra  à Grenade, sur un quai à Venise, près d'un lion de pierre à New-York, dans le quartier chic de Ginza à Tokyo... Le Long tricot, que Fanny Viollet ne poursuit plus que sporadiquement après 1993, atteint finalement plusieurs dizaines de mètres, assez pour une très, très grande poupée.

### En piqué-libre

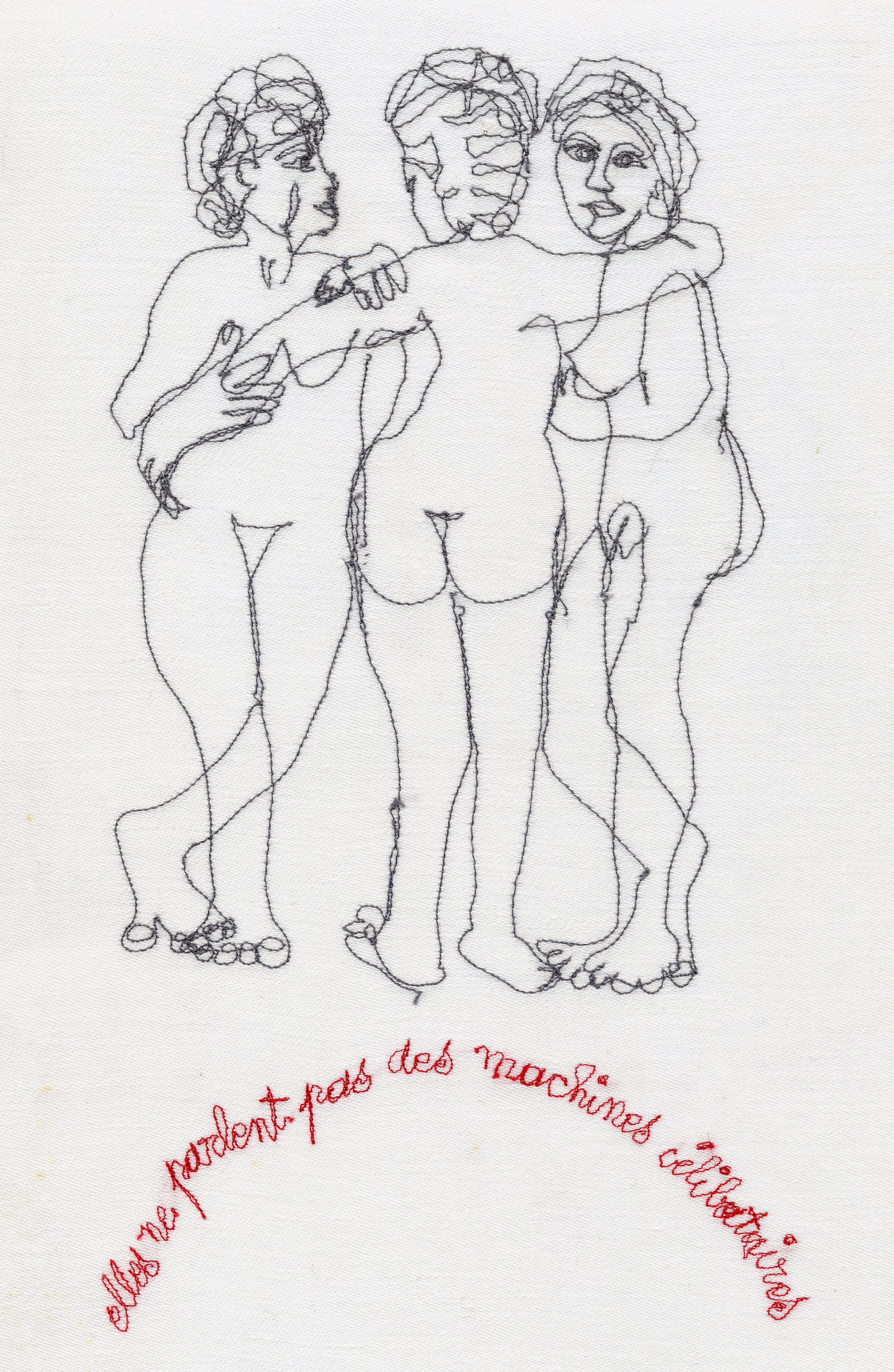
Fanny Viollet, Le Grand livre "Elles ne parlent pas de ..." (1984)

Plus tôt dans l'année 1983, en février, Fanny Viollet invente une technique nouvelle qu'elle nomme le « piqué libre », avec une machine à coudre modifiée dont elle retire la griffe d’entraînement et le pied-de-biche, et qu'elle positionne en mode raccommodage, dit aussi free motion. Elle écrit tout d'abord « ce petit texte vindicatif : "Et oui, je peux dessiner avec ma machine à coudre !" » « Cette technique m'a ouvert les portes d'une caverne d'Ali Baba. Elle me permettait l'écriture, mais aussi le dessin. J'ai continué les travaux en cours au point de croix, et je me suis mise à réaliser des dessins spontanés à la machine sur du tissu ou du papier, sans croquis ni études préalables. J'intitule ces broderies les piquetures, terme qui me séduisait du fait de son homophonie avec le terme anglais picture. » Libérée du carcan fastidieux du point de croix - qu'elle pratique encore de temps à autre - le geste de Fanny Viollet se fait spontané, proche de l'automatisme. Ses piquetures prennent alors la forme de séries très denses de personnages, anges, hommes, femmes surtout, souvent présentés en frise. Ainsi son Grand livre "Elles ne parlent pas de..." de 1984, réalisé en 17 mois sans plan ni dessin préparatoires, montre 32 petits personnages féminins parlant entre elles, souligné d'un texte brodé où Fanny Viollet explique de quoi ces femmes ne parlent pas.
Cette spontanéité nouvelle lui inspire aussi de nouvelles performances, telle cette nuit mémorable en juin 1993 au festival Polyphonix no 27, à Equeurdreville, près de Cherbourg, où elle trône sur une estrade dominant l'enchainement échevelé des performances, des concerts, des vidéos, brodant imperturbablement à la machine et au fil rouge, sur une étroite et interminable bande de tissu blanc, le script des paroles entendue tout au long de la nuit.
Le piqué-libre - le terme passera dans le langage courant du petit monde de la broderie pour désigner cette pratique - permet aussi à Fanny Viollet d'explorer de nouvelles matières : elle brode sur tissu, mais aussi sur papier, sur vinyle, sur des feuilles d’étain, sur des photomatons abandonnés ou sur toute forme de matériau recueilli et recyclé. Cet intérêt pour l'objet trouvé est destiné à prendre une place centrale dans son œuvre ultérieure.

### Récupérer
En 1984, dans cette quête de renouvellement, la démarche de Fanny Viollet se radicalise. Elle décide de cesser, selon ses propres termes, « sa production artistique », c'est-à-dire qu'elle renonce à créer des objets, pour se concentrer sur la collecte systématique de toutes sortes de fragments jugés sans valeur, abandonnés au cœur d'une grande ville, « ces matériaux délaissés, oubliés, destinés à la poubelle. « Je garde la trace de mes collectes dans un journal personnel qui prend la forme de boîtes et que j'appelle les Boîtes à dérisoire. Sur chaque fiche rangée par ordre chronologique dans cette boîte, je colle un souvenir de ces promenades quotidiennes. J'ai l'objet au fond de ma poche, et si je me souviens du lieu et de l'heure où je l'ai ramassé, je le colle sur la fiche, accompagné d'une annotation précisant le contexte de la collecte, la date et l'heure. Si je ne me souviens pas, je le jette. (...) Ces boîtes sont la trace de ma "non-activité" de 1984-1990 et du côté obsessionnel que je développe pour la récupération. » Lettres d'amour trouvées dans le métro, listes de courses abandonnées dans un caddie, photos déchirées et jetées sur le trottoir, fers à chaussures dans le caniveau, petits morceaux de plastique, papiers colorés, étiquettes dorées ramassés par terre : Fanny Viollet fera finalement 69 boîtes, et environ 10 000 fiches. Elle décidera finalement d'exclure de ces boîtes certains éléments comme des ficelles, des brins de laine, du bolduc, des fils électriques, des liens divers, et les déchets d'un travail créatif qu'elle reprend bien vite, bref tout ce qui peut être mis bout à bout pour former une petite pelote. Elle réalise parfois une de ces boules en une journée, ou en plusieurs. Considérée comme esthétiquement achevée, chacune est étiquetée et datée. Une collection de 59 de ces boules bigarrées formera une nouvelle œuvre, Le journal d'Ariane (1985-1986).

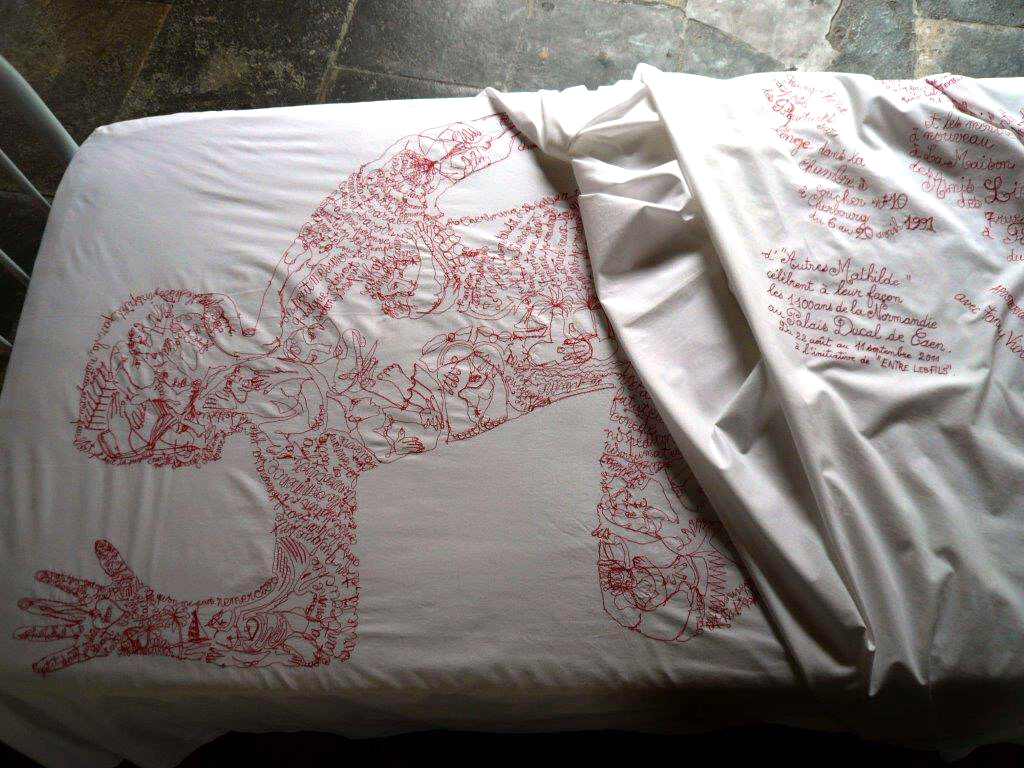
Fanny Viollet, Le lit (1991-2022)

À la fin des années 1980, Fanny Viollet reprend avec enthousiasme le piqué-libre, en parallèle de son activité d'archéologue du présent. Ainsi elle expérimente en 1997 le support soluble, une matière plastique sur laquelle elle brode ses textes, et qui disparaît quand on l'immerge dans l'eau, laissant simple structure de fils, une dentelle de mots. Selon cette technique, La mémoire, une dentelle de mots (2004) est une chemise de nuit en lin du XIXe siècle, blanche, ample et fort pudique, au centre de laquelle l'artiste a découpé la silhouette d'un corps de femme voluptueux, et qu'elle a rempli d'une broderie sur support soluble, une dentelle composée d'extraits du Cantique des cantiques, le livre le plus érotique de la Bible. Dans le même esprit, Le lit (1991-2022) est un grand ensemble de piquetures, une composition de dessins et d'écrits tirés de la littérature érotique, brodés au fil rouge sur un drap blanc bordé sur le matelas d'un lit de fer, et dessinant une silhouette féminine endormie, grandeur nature ; c'est une œuvre ouverte, puisque chaque exposition donne lieu à une nouvelle mention brodée sur le drap du dessus. Fanny Viollet crée aussi des œuvres d'envergure, tel Le Phylactère (1988), un rouleau de vinyle brodé de piquetures au fil blanc, sorte de journal intime où textes et dessins d'inspiration surréaliste, produits en écriture automatique, se déploient sur une longueur de 15,60 mètres. À partir de 1990, Fanny Viollet s'attache aussi à récupérer au fil de ses pérégrinations des mouchoirs abandonnés, objets en voie de disparition à l'heure du kleenex, et pour lesquels elle éprouve une certaine tendresse. Elle les recueille dans des sacs plastiques et note soigneusement l’heure, le jour et le lieu. Puis après lavage et repassage, elle les enferme entre deux feuilles de vinyle transparent, et les brode d'un texte explicitant les circonstances de sa découverte. Accumulés, ces mouchoirs forment une sorte de journal intime, dans une démarche proche de Sophie Calle ou de Georges Perec. Ici récupération et production d'objets s'associent harmonieusement.

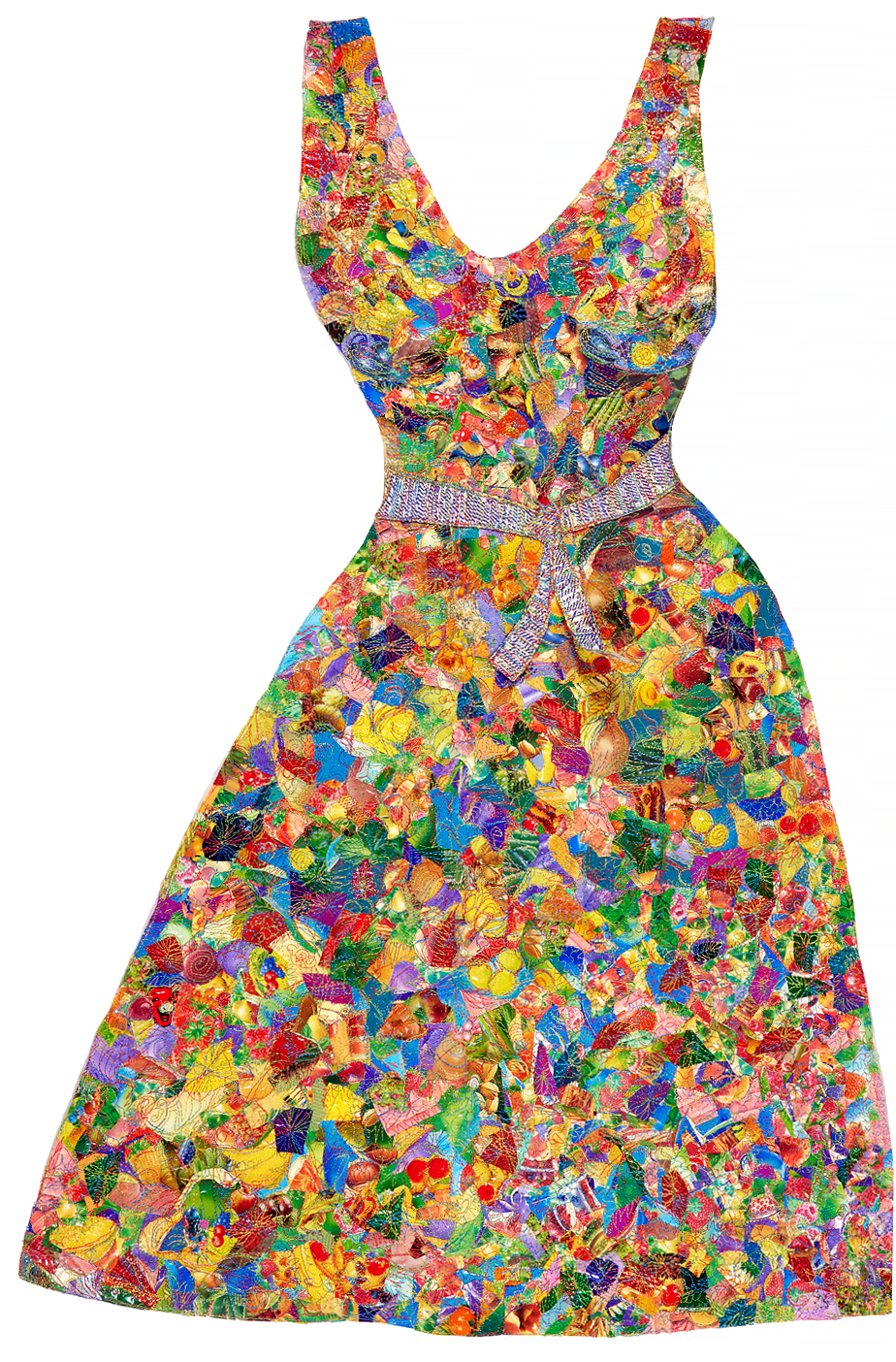
Fanny Viollet, Papillages, La Robe d'été de Gabrielle (2002)

Les matériaux issus de ses Boites à dérisoires continue de l'inspirer. Systématique comme de coutume, Fanny Viollet se met à étudier et à expérimenter un matériau composite composé de débris du quotidien, opercules de pots de yaourts, tickets de métro, papiers de bonbons, aluminium, emballages alimentaires, etc., choisis pour leurs couleurs franches et leur robustesse, et soigneusement assemblés sur des supports souples divers (vinyle, papier, toile à tableau...), pour former un tissu composite en mosaïque. Elle constate que ce traitement donne à ces rebuts une pérennité nouvelle : « Le quotidien est pavé, tissé, emballé, embouteillé, imprimé, conditionné de mille et une petites merveilles, parfois si séduisantes, quelquefois simplement utilitaires, le plus souvent à usage unique. D’un simple geste je peux les écarter de la disparition, puis les remettre en scène, leur réinventer de nouveaux destins, comme les jeux d’enfants (…), comme des sauvetages. » En 2000, Fanny Viollet donne aux œuvres issues de cette technique le nom de papillages (contraction de "papier" et de "pillage"), et entreprend la fabrication d'habits somptueux, robes, jupes, pulls, gilets, sous-vêtements, santiags, gants, tee-shirts, réalisés en deux dimensions. Les titres sont inspirés du prénom de modèles de Renoir : L'ensemble de bal de Marie Clémentine (2000, à partir de tickets de métro déchirés brodés au fil violet), La robe d'été de Gabrielle (2000, à base d'emballages alimentaires), ou Le fourreau en lamé rebrodé de Marie-Clémentine (2002, en opercules de pots de yaourt "Taillefine"). En 2003, elle participe au prestigieux Concours international de Créateurs de Chapeaux, attirée par le thème de l'année, "La métamorphose". Elle propose un modèle titré A toutes faims utile, une savante composition à base d'opercules de yaourts et de papiers de bonbons multicolores. À sa grande surprise, elle obtient le prix très convoité décerné par la maison Hermès, et la "Mention S.E.M.A" (Société d'Encouragement aux Métiers d'Art). Par la suite le représentant de la maison Hermès lui explique qu'attiré par les couleurs de l’objet, il l’avait « mis sur sa tête, puis retiré, replié, mis dans sa poche, sorti de sa poche, remis sur sa tête : le chapeau n’avait pas bougé. Il s'était dit : " voilà un vrai matériau !" »

### Détourner
En parallèle de ses travaux sur les matériaux récupérés, Fanny Viollet entreprend à partir de 1997 une série qui lui vaut une certaine notoriété. Cette année là paraissait en carte postale la fameuse Origine du Monde de Gustave Courbet. L'artiste repense alors à l’anecdote célèbre du peintre Daniele da Volterra, admirateur de Michel-Ange, qui parvint à sauver de la destruction le Jugement dernier de la Chapelle Sixtine, condamné par le Concile de Trente et le Pape Paul IV pour obscénité, en acceptant de peindre sur les parties génitales de tous les personnages de pudiques culottes - Il fut ainsi surnommé, injustement, Il braghettone (le culottier).

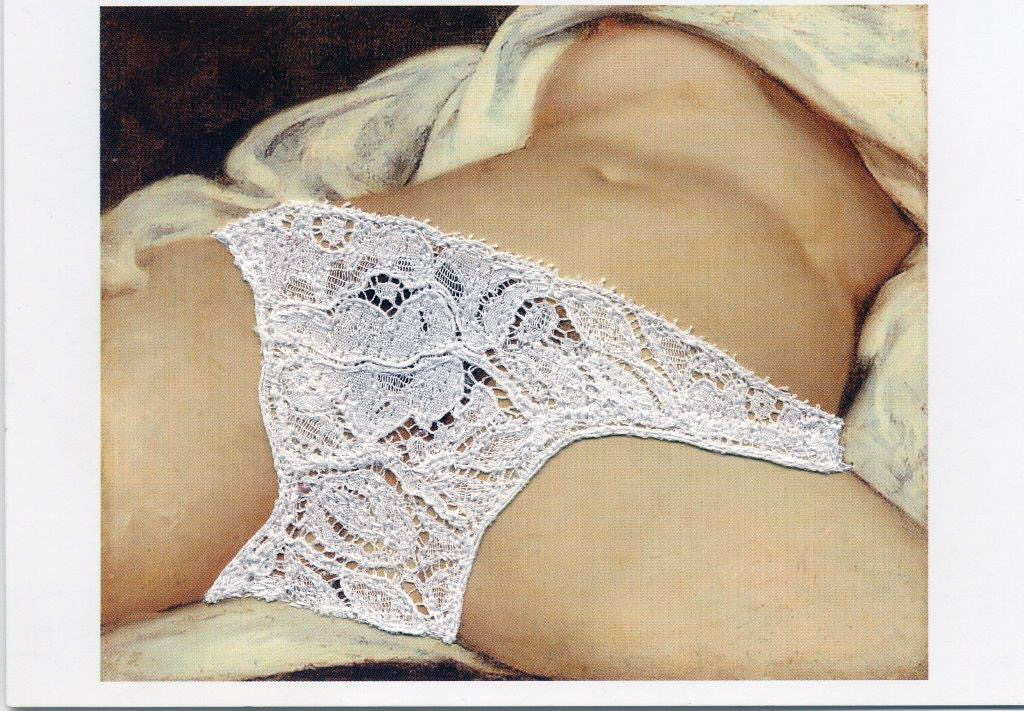
Fanny Viollet, Nus rhabillés : L'Origine du monde de Gustave Courbet (2012)

De ses études, Fanny Viollet avait gardé un grand intérêt pour l'Histoire de l'Art, et aussi pour les cartes postales, dans leur modestie et leur pouvoir de suggestion : « L'historique de ce petit bout de carton me plut. D'abord sans image, puis illustrée, tout de suite figée dans ses dimensions immuables, jusqu'à il y a peu, 10,5 × 15 cm. Et puis, quelle audace dans la contrainte : propageant avec le même aplomb la reproduction de la miniature d'un livre d'heure ou le Sacre de Napoléon, au même format ! Mais aussi tellement modeste qu'elle semble exister en dehors de la culture. » Elle s'amusa alors à broder sur l’œuvre de Courbet une petite culotte blanche à dentelles, travail minutieux et complexe, presque miniaturiste ; un détournement ludique qui diminuait paradoxalement la violence du modèle, tout en accentuant son érotisme. Sur cette lancée, elle amorça une série de Nus rhabillés, piochant dans l'innombrable répertoire de nus en carte postale qu'offrent les boutiques des musées : Le Bain turc d'Ingres, rhabillé en maillots de bain, Les trois grâces de Lucas Cranach, en bikinis de dentelles violettes, sans oublier le contemporain, tel le rhabillage vaporeux d'Ema (Akt auf einer Treppe) de Gerhard Richter... Encouragée par le succès de cette entreprise loufoque, malicieuse et souvent subtile, Fanny Viollet produit près de 550 de ces détournements, dont une série d'Origine(s) du Monde adornées par exemple d'un slip en dentelle très transparent, ou d'une culotte léopard. Le 8 mars 2014, dans son supplément consacré à la Journée de la femme, le quotidien Libération publie en pleine page une Origine du Monde revue par Fanny Viollet.

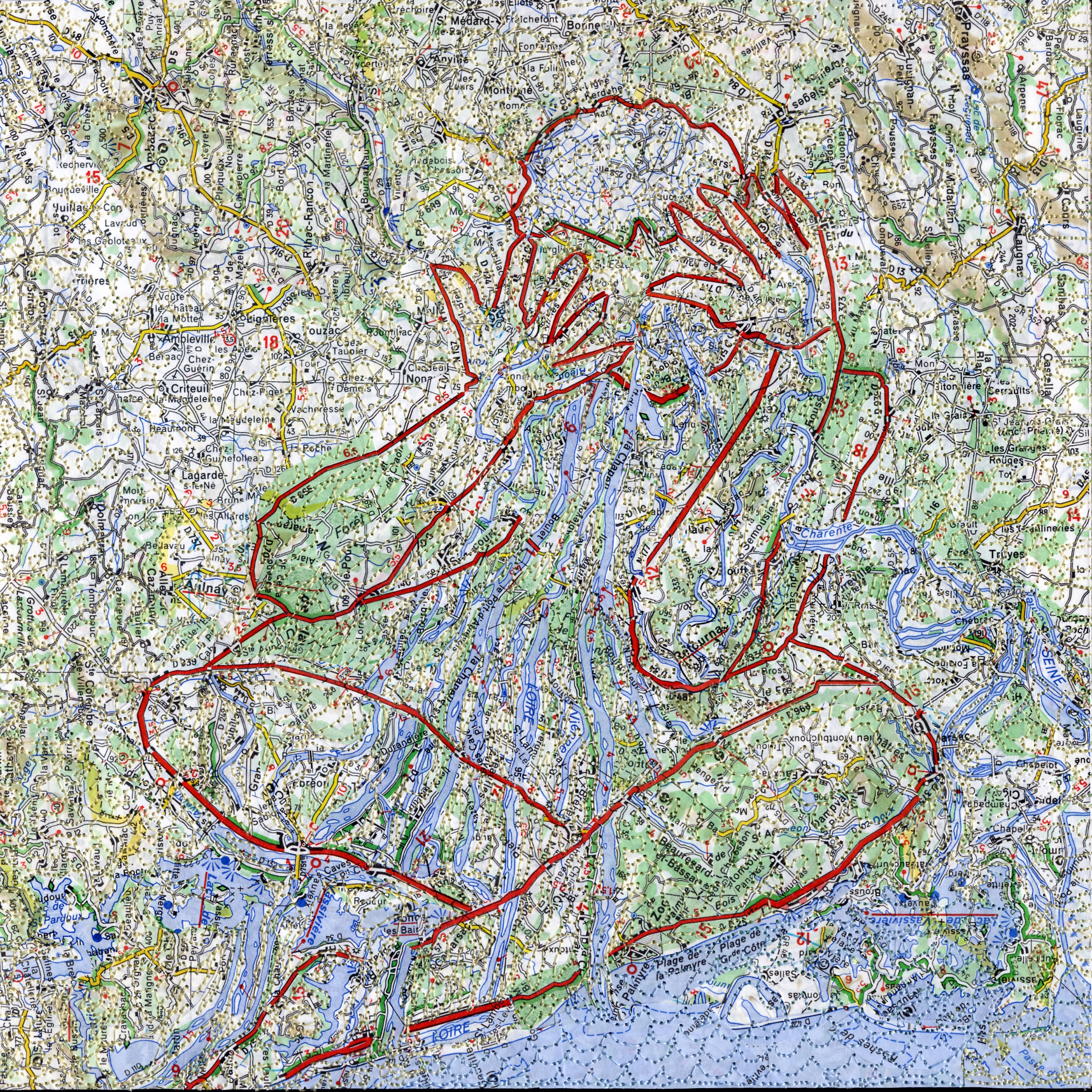
Fanny Viollet, Cartographie, feuillet no 6 (2015)

Sur cette lancée, à partir de 2003, Fanny Viollet s'intéresse aux cartes routières, autre objet rendu obsolète par la généralisation du GPS. L'artiste en assemble librement des fragments, les colle sur support et les brode : elle en souligne minutieusement les dessins, créant simultanément des itinéraires imaginaires et des figures, des paysages, tel cet Autoportrait de 2003, réalisé d'après une photo de son propre visage, où les cheveux fous sont réalisés d'après le réseau routier des environs de Paris. Ainsi naissent aussi My secret routes to landscapes (2009), collage de fragments de cartes Michelin brodés au fil jaune et rouge, Main à la clef (2012), fragments de cartes découpés en forme de main et brodés en piqué libre au fil jaune (la couleur des routes départementales), avec sur la paume une clef figurée au fil rouge (la couleur des routes nationales), ou Cartographies (2015), un montage de fragments de cartes cousus en feuillets et assemblés en leporello. En 2016, elle réalise avec cette technique la reliure de l'édition originale du roman La Carte et le territoire de Michel Houellebecq, dont le héros est précisément un artiste plasticien travaillant sur des reproductions photographiques de cartes Michelin.
Enfin, confrontée aux images télévisées du tsunami qui ravage le Japon en 2011, et la violence naturelle qui balaye et amalgame sur son passage tous les débris de l’œuvre humaine, Fanny Viollet décide, en hommage au victimes, de reprendre le travail amorcé dans les années 1985-1986 avec Le journal d'Ariane. Cette fois la signification en est toute différente, et prend la forme d'un contrat passé avec elle-même : réaliser 1000 boules à partir des fils, ficelles, rubans et bolducs ramassés au cours de chaque journée, chaque boule étant munie d'une étiquette portant la date du jour et un numéro d'ordre. En 2013 la millième boule est achevée, et l'ensemble forme Le Journal du scarabée (2011-2013) - il y aura aussi un Journal du scarabée, Tome II, puis un Tome III.

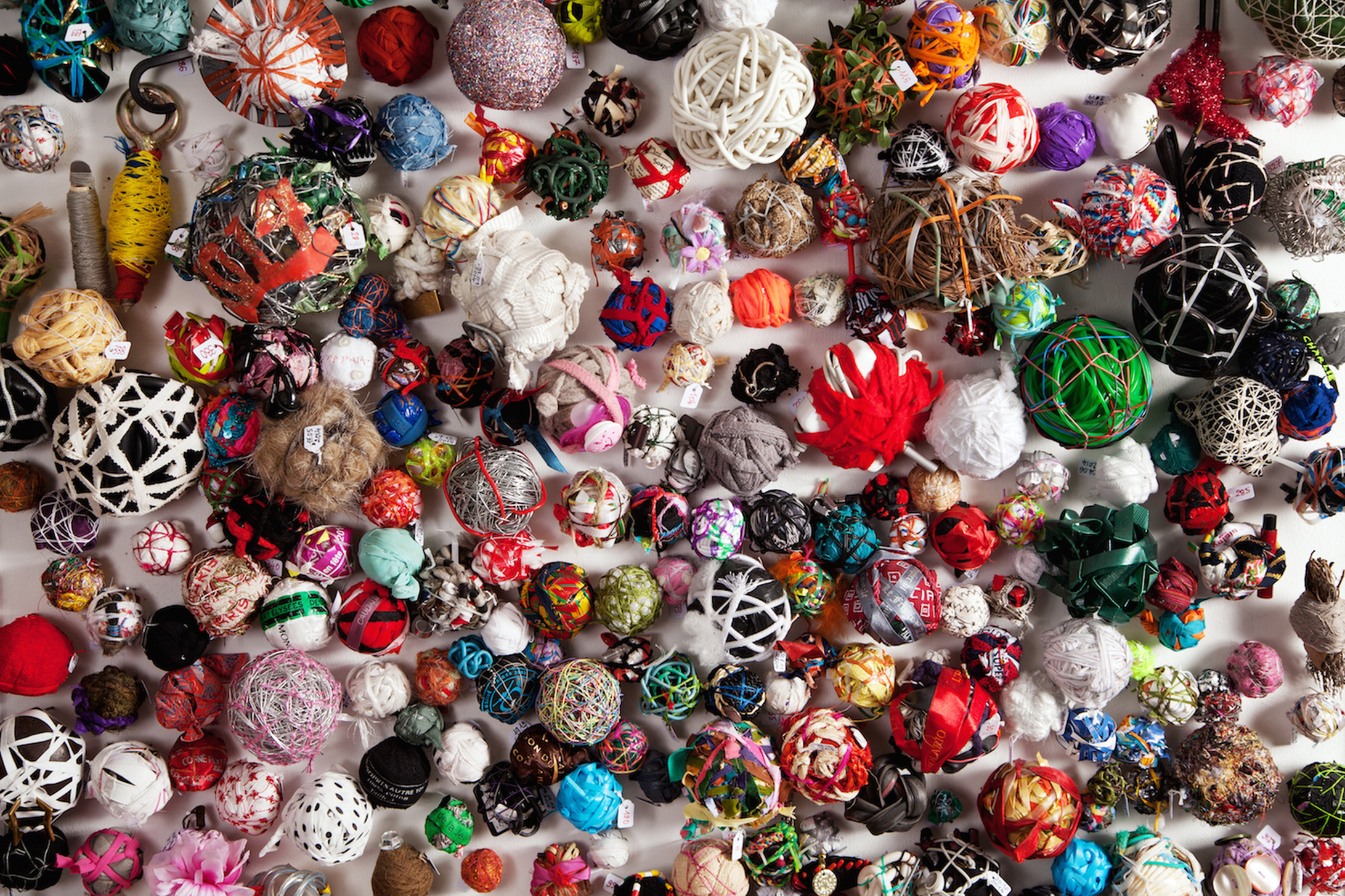
Fanny Viollet, Journal du Scarabée, Tome II (2013-2016)

On le voit, l’œuvre de Fanny Viollet, fertile en travaux au long cours, en fils de réflexion et d'expériences simultanées, en arrêts, en reprises et en retours, n'est pas aisée à cerner, ni à enfermer dans une chronologie linéaire. Elle-même préfère généralement la présenter de façon thématique, voire sous la forme arbitraire d'un abécédaire - une figure qui lui est chère.
Pourtant, rétrospectivement, se dégage de son parcours multiple une grande cohérence, non seulement par son choix d'un médium unique dont elle a su explorer de très nombreuses potentialités, mais aussi par sa fidélité constante aux deux grands pôles indissociables et contradictoires de son inspiration : l’archéologie, et l'expérimentation. La mémoire, qui lui assure richesse et stabilité, et l'esprit d'aventure, qui la mène constamment en avant.

### Ouvrages de Fanny Viollet
Fanny Viollet, La petite fille et les couleurs], éditeur : Eter, Malmö, Suède, 1980. Tiré en 30 exemplaires, avec un frontispice de Paul-Armand Gette (OCLC 1232233892)
Fanny Viollet, Des lettres brodées, mémoire de maîtrise d’Arts plastiques, Université Paris I-Sorbonne, U.E.R. d’Arts plastiques, sous la direction de Jean Rudel, 1982.
Fanny Viollet, L’Art du Point De Croix', Éditions du Chêne, 1997, 112 pages. Photos : Christian Sarramon
Fanny Viollet, Piqué-libre: La machine à coudre créative', L'Inédite, 2007, 63 pages
Fanny Viollet, Dix ans de correspondance textile avec Yukiko Ogura, Quiltmania no 9, France, in Artistes Français du Patchwork contemporain, Christophe Hordé, L'Inédite, Paris, 1999 - Correspondance Textile (en japonais), Éditions Kusakusha, Tokyo, 2001.
Fanny Viollet, Of threads and needles: Drawing out the line, article en anglais, in : New Bookbinder, 2014, Vol.34, pages 35–42

### Ouvrages sur Fanny Viollet
Fanny Viollet : le temps sans dessus-dessous, Catalogue de l'exposition, Galerie Édouard Manet, Gennevilliers, 1986. Texte de Gilbert Lascaux.
« Fanny Viollet, 15 ans d'art textile », in Textiles sismographes, Symposium fibres et textiles, Québec, 1995, p. 77-82
Fanny Viollet, dits et fabulettes, Catalogue de l'exposition au Musée du textile de Cholet, 2005, par Gilbert Lascault, Nathalie Bresson, Sabine Coron, Marie Haïssaguerre-Gachen, 73 pages
Fanny Viollet, Les nus dans l'art, entre art du déshabillage et esthétique du rhabillage (autre titre : Nu rhabillés), Anaëlle Prêtre et Alain de Wasseige, 100 Titres, Bruxelles, 2014, 119 pages.
Fanny Violet : le nuancier biographe, par Natalie Mei, DMC, Mulhouse, 2015
Fanny Viollet - Une histoire de femme et de fil, catalogue de l'exposition à la Maison des Arts de Chatillon, par Sandrine Ayrole, Bruno Decharme, Fabienne Dumont, Gilbert Lascault, éditions Exhibitions International, Bilingue Français / English, 2019, 180 pages
Fanny Viollet ou les métamorphoses du fil, par Fanny Viollet, Sabine Coron et Gilbert Lascault, Librairie Métamorphoses, Paris, 2022, 200 pages.

### Vidéos
Fanny Viollet, le temps-fil, documentaire réalisé par Marianne Geslin, France, 2021, 32 minutes.
Paroles d'artiste, exposition « Collections ! Collections ! », Musée Jean-Lurçat et de la Tapisserie contemporaine, réalisation Kryzalid Films, mars 2019. Sur l’œuvre La mémoire, une dentelle de mots, 2004, dentelle à la machine à coudre sur support hydrosoluble. 4 minutes.

## Principales œuvres et séries
- Abécédaires (à partir de 1981)
- Le long tricot (à partir de 1983)
- Les boites à dérisoire (1984-1990)
- Le grand livre : Elles ne parlent pas de... (1984-1985)
- Le journal d'Ariane (1985-1986)
- Les mouchoirs trouvés (à partir de 1990)
- Le lit (à partir de 1991)
- Les nus rhabillés (à partir de 1997)
- Les papillages (à partir de 2000)
- Les cartes routières Michelin (à partir de 2003)
- Le journal du scarabée, Tome I (11 mars 2011 - 4 décembre 2013)
- Confusion des genres, broderies au fil rouge sur torchon (2012)

### Quelques livres brodés
- 1981 : Fanny Viollet, Abécédaire : De la revanche des lettres rouges sur le petit Chaperon] (OCLC 1247893971)
- 1982 : Antonin Artaud, Les Nouvelles Révélations de l’Être, Paris, Denoël, 1937, Envoi autographe signé, Reliure de toile à registre et Skivertex noirs avec décor brodé de feu d'artifice sur silhouette de carte à jouer[23].
- 1984 : Jacques Prévert, Paroles, reliure de bandes de taffetas multicolores brodées de textes[23].
- 1985 : René Char, Quatre loquets à soulever], Édition originale à 12 exemplaires brodés du poème inédit écrit en 1948. (OCLC 762484156)
- 1985 : Jacques Lacan, L’amour [Séminaire], tricot point mousse, jaune, rouge et bleu.
- 1986 : Lettre d'Antonin Artaud à Anie Besnard, broderie en piqué-libre au fil violet et rouge sur une manche de chemise usagée.
- 1985 : Fanny Viollet, Petits croquis sur le vif du hasard], 3 albums et 7 petits albums (OCLC 1251516346)
- 1989 : Fanny Viollet, Au hasard de la folie, Merri court], album de dessins (OCLC 1260133973)
- 1990 : Fanny Viollet, Quand ça s'est passé par hasard : on était à la fenêtre] (OCLC 1247895374)
- 1992 : Lautréamont, Œuvres complètes, reliure de papier peint noir brodée de fils de coton blanc et de perles noires biseautées[23].
- 1994 : Fanny Viollet, The Sewing Book, 56 pages en lin brodées, ouvrage sélectionné pour la IVe International Textile Competition de Kyoto.
- 2003 ; Michel Butor, Le fil à quoi tient notre vie], texte imprimé et brodé sur des feuillets en matière plastique (OCLC 469469182)
- 2021 : Jean Dubuffet, Oreilles gardées, Paris, 1962, broderie au fil rouge rehaussant le texte et les compositions originales de Dubuffet[23].

## Expositions personnelles récentes (2000-2022)
- 2022 : Fanny Viollet ou les métamorphoses du fil, rétrospective de l’œuvre, Librairie Galerie Métamorphoses, Paris, du 4 octobre au 5 novembre 2022
- 2019 : Fanny Viollet, Une histoire de femme et de fil, Maison des arts, Châtillon, du 18 septembre au 26 octobre 2019.
- 2018 : Journal des mouchoirs trouvés 1990 - 2018, Espace Rue Antoine, Paris, du 21 février au 30 mars 2018
- 2014 : Confusion des genres, Galerie 100 Titres, Bruxelles, du 10 mai au 15 juin 2014.
- 2012 : Objets trouvés, objets détournés, Galerie Guillon-Gas, Paris, du 15 mars au 6 avril 2012
- 2011 : Voyage dans les petits riens, Viroflay, du 29 septembre au 30 octobre 2011
- 2010 : Aposteriori, Paris
- 2009 : Résidence d’Artiste, Calais, du 9 mars au 20 mars
- 2009 : La Laverie, Centre Culturel, La Ferté-Bernard
- 2008 : Fanny Viollet détourne le quotidien, Musée de Retournac, du 13 septembre au 14 décembre
- 2007 : Musée du Textile, Angers, avec la Biennale de la Dentelle / Art Contemporain, (catalogue)
- 2006 : 12e Biennale Internationale de la Dentelle / Art Contemporain, Bruxelles, (catalogue)
- 2006 : Correspondance textile et travaux récents, Galerie Itoya, Tokyo, Japon
- 2006 : Invitée d’honneur, Festival du Lin, Le Bourg-Dun, France
- 2006 : Piquetures et Papillages, Galerie Toutes Latitudes, Vincennes-Paris
- 2006 : Dits et Fabulettes, reprise de l’exposition du Musée de Cholet au Parc Foral Vincennes-Paris (catalogue)
- 2005 : Dits et Fabulettes, 25 ans de travaux de FV, Musée du Textile, Cholet, France (catalogue)
- 2004 : Les Mots à la Bouche, Galerie Terres d’Écritures, Grignan, France (catalogue)
- 2003 : Galerie Toutes Latitudes, Vincennes-Paris
- 2002 : Printemps des Poètes, performance Broderie en public, La Coupole, Paris
- 2002 : Du Nord au Sud, Galerie des Chartreux, Bruxelles
- 2002 : Galerie Y., Tokyo, Japon
- 2002 : Correspondance, Galerie Sembikiya, Tokyo, Japon
- 2002 : Le Fil Rouge, Terres d’Écritures, Grignan
- 2000 : Curiosités, Librairie Mouvements, Paris
- 2000 : Text in Textile, The Varied Work of Fanny Viollet, Walsh Library Gallery, Seton Hall University, South-Orange, New Jersey, USA, du 21 mars au 28 avril 2000.
- 2000 : Travaux sur textile et papier, Galerie Frontaal, Appingedam, Pays-Bas

## Expositions collectives récentes (2011-2022)
- Dans un pli du temps, Art et Marges Musée, Bruxelles, du 7 octobre 2021 au 13 mars 2022[62]
- Fémini Pluriel, Espace Commines, Paris, du 25 au 28 novembre 2021
- Fil du temps, Connexions textiles, Centre Tignous d’Art Contemporain, Montreuil, du 19 mai au 24 juillet 2021
- L'art de la citation, ceci n'est pas une copie, Oyonnax, du 30 janvier au 14 avril 2018.
- Antichambre, Espace Rue Antoine, du 1 au 29 mars 2017, avec Hans Bellmer, Pierre Molinier, Niki de Saint-Phalle et Robert Rauschenberg[63].
- Résilience, Galerie Esther Verhaeghe Art Concepts, Bruxelles, du 14 février au 26 mars 2017[64].
- Écritures contemporaines, Musée Champollion, Figeac, France, 8 juillet au 2 novembre 2016
- Tapisserie? - De Picasso à Messager, Musée Jean Lurçat et de la tapisserie contemporaine, Angers, France, 23 mai au 31 octobre 2015[65]
- Dans les chambres hantées de Gilbert Lascault, Musée de l'Hospice Saint-Roch, Issoudun, France, du 27 septembre au 14 décembre 2014
- OFF-Art Fair, Bruxelles, 25 au 28 avril 2014
- Loopings: Duo pour tricots, La Galerie, Paris, du 19 au 30 novembre 2013[66].
- Art on Paper, Bruxelles, 24 septembre 2013
- Le Fil dans l'Art Contemporain, Arsenic et Belles Dentelles, Pierrefitte-sur-Seine, du 25 mai au 29 juin 2013.
- Salon Hors Série, Espace des Blancs Manteaux, Paris, du 7 au 9 juin 2013.
- Délires de Livres, Chartres, du 27 avril au 19 mai 2013[67]
- Broderie Party, Galerie Collection, Paris, du 9 janvier au 2 février 2013
- Les Exploratrices épatent la Galerie, Galerie Vivienne, Paris, du 9 au 31 mars 2012[68].
- La Maison de Fil en Aiguille, L'Observatoire du BHV, Paris, du 13 janvier au 10 mars 2012.
- Bons baisers du Forum, Forum des Arts et de la Culture, Talence, du 11 janvier au 29 février 2012, Neuf artistes réunis autour de la carte postale.
- Cartes Postales, Galerie 100 Titres, Bruxelles, 12 novembre au 24 décembre 2011.

## Collections publiques
- Fonds national d’art contemporain, Paris
- Bibliothèque Nationale, Paris
- Bibliothèque Littéraire Jacques Doucet, INHA, Paris
- Bibliothèque Kandinsky, Centre Pompidou, Paris
- Musée de l'Érotisme, Paris
- Musée des Tissus, Lyon
- Musée Jean Lurçat et de la tapisserie contemporaine, Angers
- Musée du Textile et de la Mode, Cholet, France
- Musée du Chapeau, Chazelles-sur-Lyon, France

## Distinctions
- Prix de la Reine Fabiola, XIe Biennale Internationale de la dentelle - Art contemporain, Bruxelles, 2005[69].
- Prix Hermès, Rencontres Internationales des Arts du Chapeau, 2003[70].